# Гірроккін
Гірроккін — у скандинавській міфології велетка, яка згадується в міфах про смерть Бальдра. Після загибелі Бальдра, боги поклали його тіло у найбільший та найважчий корабель Рінгхорн, який ніхто не міг зрушити. Боги покликали на допомогу велетку, яка прискакала верхи на вовкові і штовхнула корабель з такою силою, «що затряслась земля і пожежа запалала на хвилях».
Гірроккін жила у Залізному Лісі, в Йотунгеймі. На похорони Бальдра влетка прибула на величезному вовкові, яким керувала, одягнувши йому замість вуздечки змію, яку тримала за голову та хвіст.